# Friedrich August Zimmermann

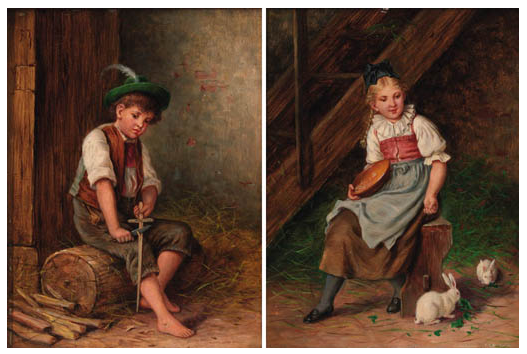
Zwei Genrebilder von Friedrich August Zimmermann

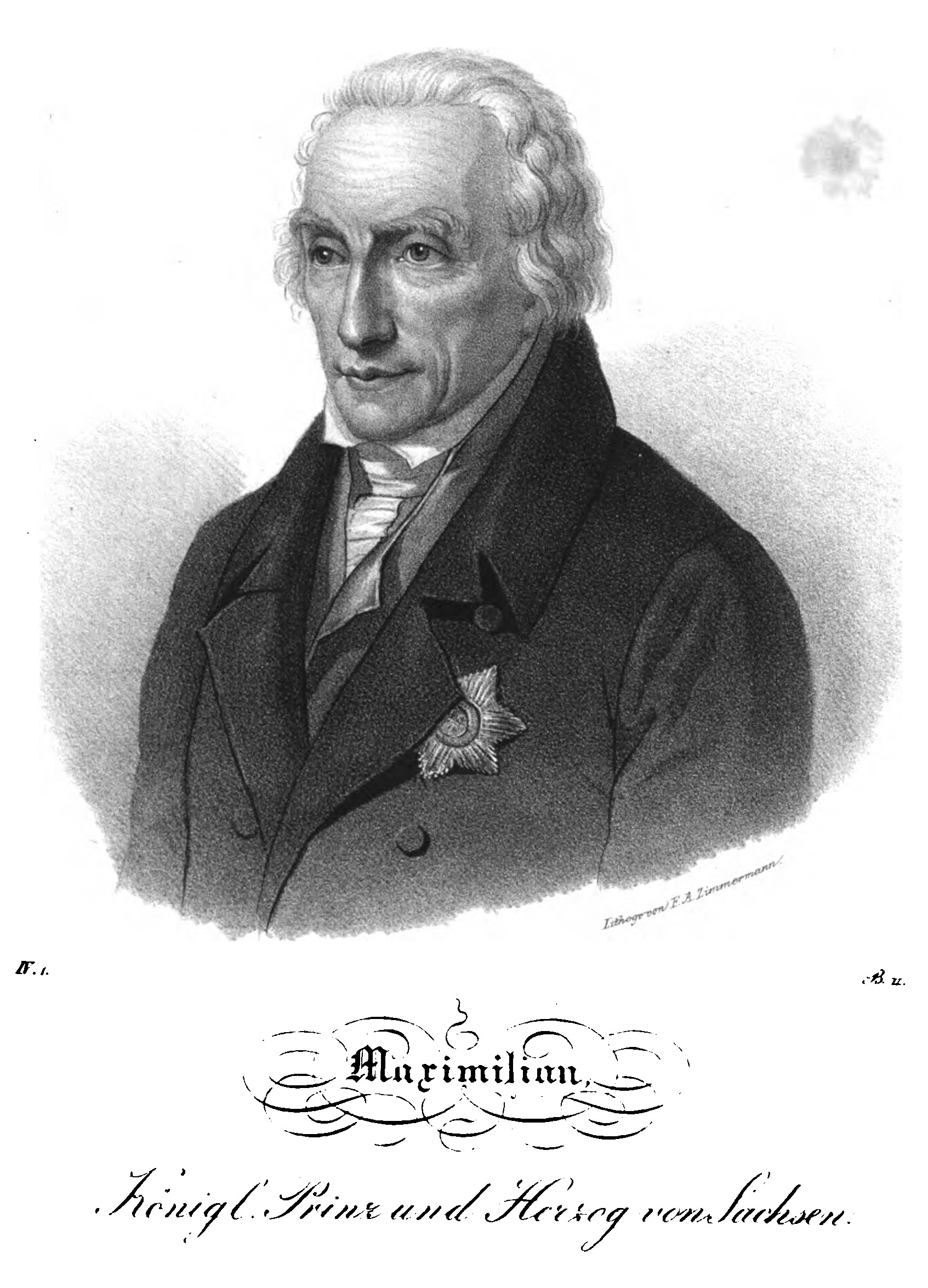
Maximilian von Sachsen (Lithographie Zimmermann, 1839)

Friedrich August Zimmermann (* 10. August 1805 in Roßwein; † 9. April 1876 in Dresden) war ein deutscher Porträtmaler und Lithograph. Zu seinen bekanntesten Werken zählen die Ansichten von berühmten sächsischen Persönlichkeiten, von denen mehrere in der Reihe Saxonia. Museum für Sächsische Vaterlandskunde abgedruckt wurden.

## Leben
Zimmermann, geboren in Sachsen, besuchte zunächst die Zeichenschule in Meißen und wurde 1821 in die Kunstakademie in Dresden aufgenommen. Zu seinen Lehrern gehörte Ferdinand Hartmann. Er schuf Porträts und biblische Szenen in Ölmalerei, ehe er sich aus finanziellen Gründen als Autodidakt der Porzellanmalerei zuwandte. 1830 erhielt er ein auf zwei Jahre befristetes Stipendium, um sich in München und Wien weiter ausbilden zu können. Nach Dresden zurückgekehrt, schuf er ab 1833 vor allem Genrebilder, deren Gegenstände oft dem Volksleben in Tirol entnommen waren. Ab 1834 arbeitete er als Lithograph für die Zeitschrift Saxonia. Wahrscheinlich stammen sämtliche Bildnisdrucke dieser Zeitschrift bis 1841 ausschließlich von Zimmermann. 1838 unternahm er eine Studienreise nach Italien, 1846/47 hielt er sich vorübergehend in Leipzig auf, danach lebte und arbeitete er wieder in Dresden.